# Nicolas Prodhomme
Pour les articles homonymes, voir Prodhomme.
Nicolas Prodhomme, né le 1er février 1997 à L'Aigle, est un coureur cycliste français, membre de l'équipe Decathlon AG2R La Mondiale.

## Biographie

### Débuts et carrière amateur
Nicolas Prodhomme commence le cyclisme en 2008 au club Souvenir Daniel-Laborne, après avoir pratiqué le football. Il obtient sa première victoire en minimes deuxième année, et devient champion de Normandie juniors en 2015.
Après le collège, il suit un apprentissage en électricité, puis il s'inscrit à un BTS.
En 2017, il rejoint le CM Aubervilliers 93, liée à l'équipe continentale HP BTP-Auber 93. En avril, il s’impose sur La Gislard, son premier succès en catégorie "élite nationale". Il est ensuite stagiaire dans l'équipe première d'Auber, avec laquelle il dispute quatre courses professionnelles, parmi lesquelles Paris-Tours. Durant l'intersaison, ayant décroché son BTS, il souhaite poursuivre son cursus et prend contact avec le Chambéry CF, réserve de l'équipe professionnelle AG2R La Mondiale, qu'il rejoint. Il obtient une licence professionnelle en innovation et développement industriel.
En 2018, après avoir terminé ses études, il rejoint l'effectif de Chambéry au mois de mars. Au mois de mai, il prend la huitième place de Paris-Roubaix espoirs, pour sa première expérience sur les pavés. Dans les semaines qui suivent, il se classe notamment quatrième du Kreiz Breizh Elites, en classe 2. Il participe également au Tour de Savoie Mont-Blanc, où il se distingue durant la dernière étape, en passant en cinquième position au sommet du plateau des Glières. Entre-temps, il s'illustre sur le territoire italien en remportant Bassano-Monte Grappa, épreuve italienne se terminant à 1 775 mètres d'altitude dans les Dolomites. En fin de saison, il est stagiaire chez AG2R La Mondiale. Il continue toutefois à courir au niveau amateur, terminant quatrième du championnat de France espoirs et du Piccolo Giro di Lombardia. Il intègre également l'équipe de France espoirs pour les championnats du monde d'Innsbruck en Autriche. 
En 2019, il remporte Piccola Sanremo et l'Orlen Nations Grand Prix, l'une des manches de la Coupe des Nations espoirs, où l’équipe de France s'est offert le contre-la-montre par équipes. Malgré ses résultats, il ne parvient pas à être engagé par la formation AG2R La Mondiale. Nicolas Prodhomme décide alors de rejoindre le VC Villefranche Beaujolais en 2020. Sous ses nouvelles couleurs, il termine deuxième d'une étape du Tour de Savoie Mont-Blanc, derrière Pierre Rolland. En fin de saison, il est de nouveau stagiaire professionnel, mais au sein de la formation Cofidis, Solutions Crédits.

### Carrière professionnelle
Il passe finalement professionnel en 2021 dans l'équipe AG2R Citroën Team, qui l'engage pour une durée de deux ans.
En juin 2022, un test positif au SARS-CoV-2 l'amène à renoncer à participer à la course en ligne des championnats de France. En août, son contrat est prolongé jusqu'en fin d'année 2024.
En avril 2025, il gagne la dernière étape du Tour des Alpes alors qu'il était échappé avec son coéquipier Paul Seixas qui lui laisse la victoire contre les ordres de son équipe. Le 30 mai, après s'être extrait d'une échappée, il parcourt 28 km en solitaire et gagne la 19e étape du Tour d'Italie, à Champoluc. Trois semaines après, il gagne l'étape de montagne de la Route d'Occitanie, et le classement général le lendemain. En août, il remporte la 2e étape du Tour de l'Ain et endosse le maillot jaune, mais il le perd le lendemain dans le Col du Grand Colombier, finissant deuxième de l'épreuve derrière Cian Uijtdebroeks.

## Palmarès et résultats

### Palmarès amateur
- 2014
  - 3e du Trio normand juniors
- 2015
  - Champion de Normandie juniors
- 2017
  - La Gislard
- 2018
  - Bassano-Monte Grappa
  - 3e du Piccolo Giro di Lombardia
  - 3e du Grand Prix d'Availles-Limouzine
  - 3e du Prix de la Saint-Laurent
- 2019
  - Piccola Sanremo
  - Orlen Nations Grand Prix :
    - Classement général
    - 1re étape (contre-la-montre par équipes)

  - 1re étape du Tour du Frioul-Vénétie Julienne (contre-la-montre par équipes)
  - 3e de Cirié-Pian della Mussa
- 2020
  - Ronde Nicopolis
  - 3e du Grand Prix du Faucigny
  - 3e du Grand Prix de Blangy-sur-Bresle

### Palmarès professionnel
- 2023
  - 3e du Tour de l'Ain
- 2025
  - 5e étape du Tour des Alpes
  - 19e étape du Tour d'Italie
  - Route d'Occitanie :
    - Classement général
    - 3e étape

  - 2e étape du Tour de l'Ain
  - Polynormande
  - 2e du Tour de l'Ain

### Résultats sur les grands tours

#### Tour de France
1 participation
- 2024 : 48e

#### Tour d'Italie
3 participations
- 2022 : 65e
- 2023 : 23e
- 2025 : 15e, vainqueur de la 19e étape

#### Tour d'Espagne
3 participations
- 2021 : 52e
- 2022 : 73e
- 2023 : 27e

## Classements mondiaux
| Année                                 | 2018  | 2019 | 2020  | 2021 | 2022  | 2023 | 2024 |
| ------------------------------------- | ----- | ---- | ----- | ---- | ----- | ---- | ---- |
| Classement mondial                    | 1160e | 702e | 2000e | 897e | 1684e | 337e | 347e |
| UCI Europe Tour                       | 729e  | 517e | 1460e | 686e | 1107e | nc   | nc   |
|                                       |       |      |       |      |       |      |      |
| Légende : nc = non classéSource : UCI |       |      |       |      |       |      |      |